# Carol Kaye
Carol Kaye (Everett, 24 maart 1935) is een Amerikaanse basgitariste. Zij geniet bekendheid door het grote aantal platen waarop ze heeft meegespeeld: meer dan 10.000 nummers, waaronder talloze Phil Spector-producties en nummers van The Beach Boys.

## Biografie
Kaye werd geboren als dochter van beroepsmusici. Ze werd op 14-jarige leeftijd gitaarleraar en begon op 21-jarige leeftijd als sessiemuzikant. Toen in 1963 een basgitarist eens niet in de studio kwam opdagen, speelde zij ook de basgitaar-partij in en wisselde mede daardoor van instrument.

Ze maakte aanvankelijk deel uit van een vaste groep sessiemuzikanten die ook bekend is geworden onder de informele naam The Wrecking Crew.
Vanaf 1969 schreef ze verschillende lesboeken voor basgitaar.
- Bibliothèque nationale de France: cb13931867g (data)
- Gemeinsame Normdatei: 134423607
- International Standard Name Identifier: 0000 0000 7880 6347
- Library of Congress Control Number: n87825454
- MusicBrainz: c0386e58-15e8-43a8-8cf2-642e2361de5c
- Nationale Bibliotheek van Tsjechië: js20100208001
- Nederlandse Thesaurus van Auteursnamen: 074807145
- Istituto Centrale per il Catalogo Unico: MILV304167
- Virtual International Authority File: 55670840
- WorldCat: E39PBJvCM8Xcq7VjYGVvXywQv3